# Radio Bremen
Radio Bremen es una empresa pública de radio y televisión con sede en la ciudad-estado de Bremen en Alemania.
Fundado en 1945, este grupo es el más pequeño de los diez que forman parte de la ARD, la organización conjunta de radiodifusoras públicas de Alemania. Además de aportar contenidos para la ARD a nivel nacional, gestiona cuatro emisoras de radio (dos regionales y dos en colaboración con otras radiodifusoras) y produce sus propios informativos para televisión.

## Historia
Radio Bremen comenzó sus transmisiones a través de la onda media el 23 de diciembre de 1945, meses después del final de la Segunda Guerra Mundial, por parte de las tropas estadounidenses. Con la creación de la República Federal Alemana en 1949 y la consecuente salida de las fuerzas aliadas, el control de Radio Bremen fue transferido a las autoridades locales.
En 1950, Radio Bremen fue una de las fundadoras del consorcio de radiodifusoras ARD. Dado que Bremen es una ciudad-estado enclavada en el norte de Alemania, se encuentra rodeada por la zona de radiodifusión de la Norddeutscher Rundfunk (NDR) y muy cerca de la de Westdeutscher Rundfunk (WDR), por lo que es común que colabore con ambas en la producción de programas. No obstante, mantiene su independencia con dos radios propias y un bloque de información local en el canal de televisión NDR Fernsehen, cuyas emisiones comenzaron el 20 de septiembre de 1965.
El 30 de agosto de 1998, Radio Bremen inició una colaboración con WDR para crear la radio Funkhaus Europa, dirigida a la población inmigrante. Y el 1 de noviembre de 2001 se puso en marcha Nordwestradio, una radio regional en común con la NDR de la que Bremen es responsable de su producción técnica.

## Servicios

### Radio
Las siguientes dos emisoras de radio son exclusivas de Radio Bremen:
- Bremen Eins: emisora generalista con música contemporánea, boletines informativos y programas especiales en el dialecto de Bremen (Bremen Platt).
- Bremen Zwei: radio cultural e informativa en colaboración con NDR. Radio Bremen asume la producción técnica.
- Bremen Vier: radiofórmula musical de pop y rock dirigida al público joven. Se puso en marcha el 1 de diciembre de 1986

Además, Radio Bremen participa en las siguientes emisoras:
- Bremen Next: radiofórmula musical de rap y electrónica dirigida al público joven.
- COSMO: radio dirigida a la población inmigrante, en colaboración con WDR y RBB.
- NDR Info: radio de información continua de NDR. Radio Bremen cuenta con un bloque de desconexión regional bajo la marca RB5.

### Televisión
Radio Bremen produce programas para la ARD en colaboración con otras radiodifusoras, tanto en el canal nacional (Das Erste) como en el resto de canales de la corporación (3sat, KiKA, Arte, Phoenix, ARD Digital).
A diferencia de otros miembros de la ARD, Radio Bremen no tiene un canal propio de televisión regional. En su lugar, produce las desconexiones regionales para Bremen de la NDR Fernsehen (controlado por Norddeutscher Rundfunk) a través de una marca propia, «rb-tv».